# Raymond Boon
Pour les articles homonymes, voir Boon.
Raymond Philippe Boon, né le 11 octobre 1891 à Anderlecht et décédé le 31 décembre 1971 à Uccle fut un homme politique belge catholique.
Boon fut industriel.
Il fut élu conseiller communal (1932-) d'Anderlecht et sénateur rexiste de l'arrondissement de Bruxelles (1936-1946).

## Sources
- Bio sur ODIS